# Ultravioleta extremo

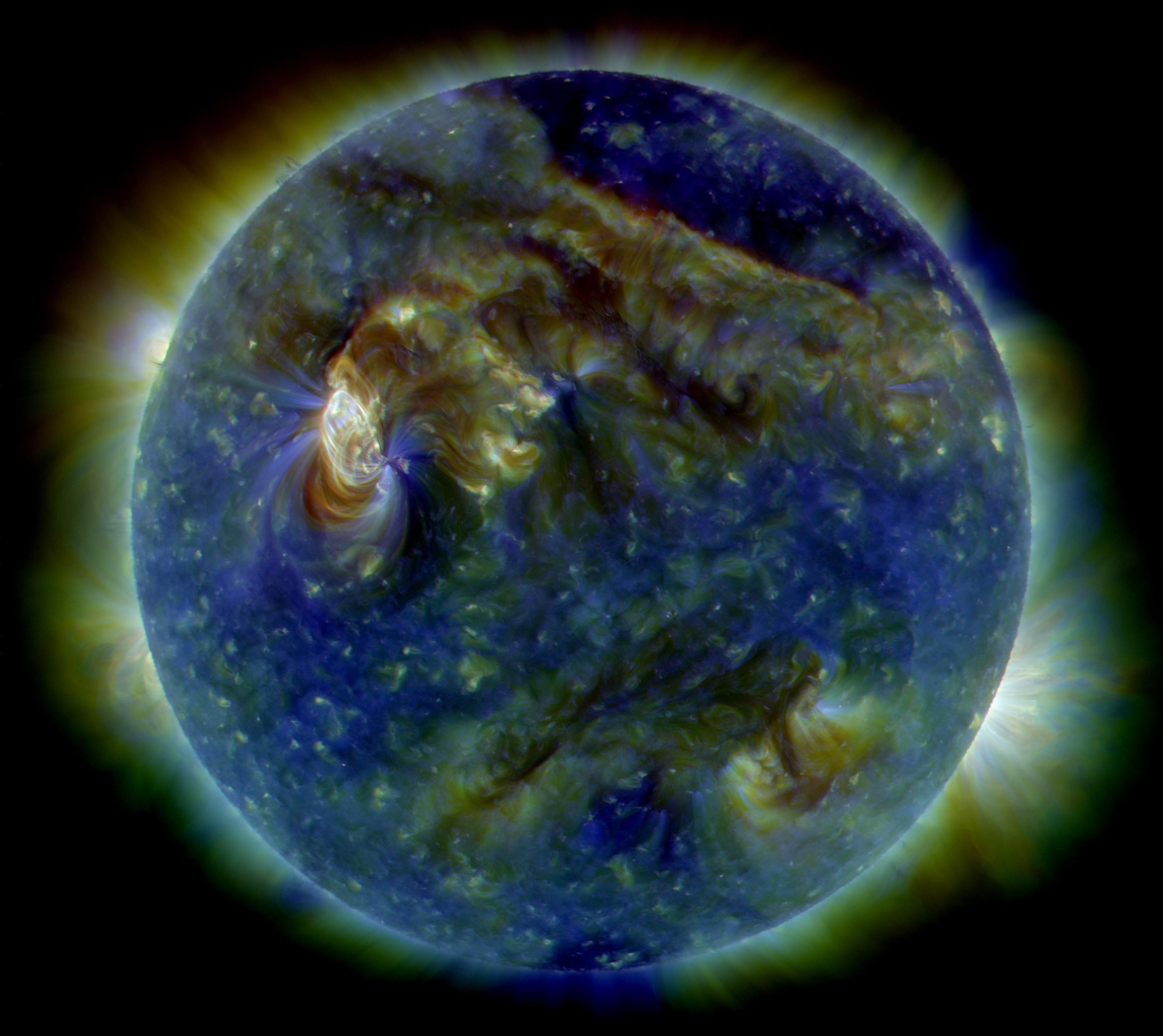
Imagem do Sol composta por ultravioleta extremo (vermelho: 21,1 nm, verde: 19,3 nm, azul: 17,1 nm) tirada pelo Solar Dynamics Observatory em 1 de agosto de 2010, mostrando uma erupção solar e ejeção de massa coronal

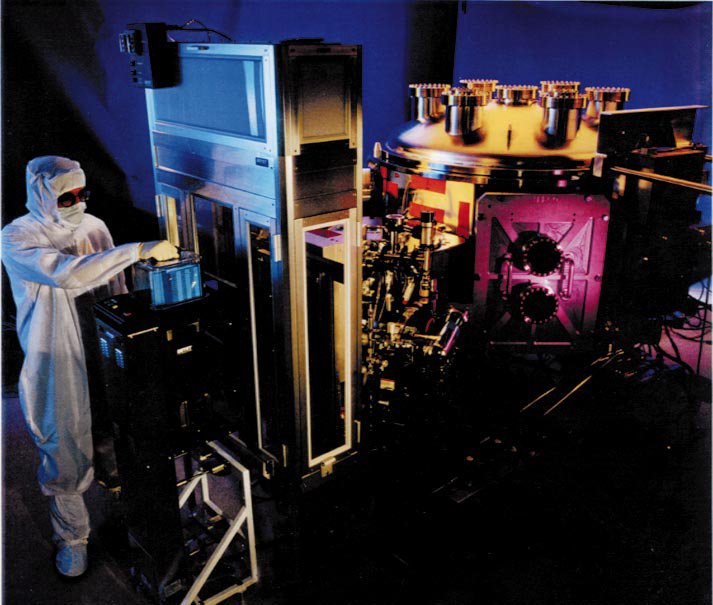
A luz ultravioleta extrema de 13,5 nm é usada comercialmente para fotolitografia como parte do processo de fabricação de semicondutores. Esta imagem mostra uma ferramenta experimental recente.

A radiação ultravioleta extrema (EUV ou XUV, do termo em inglês Extreme ultraviolet) ou radiação ultravioleta de alta energia é a radiação eletromagnética na faixa do espectro eletromagnético abrangendo comprimentos de onda de 124 nm a 10 nm e, portanto (pela relação de Planck-Einstein), tendo fótons com energia de 10 eV até 124 eV (correspondendo a 124 nm até 10 nm, respectivamente). EUV é gerada naturalmente pela coroa solar e artificialmente por plasma, fontes de geração de altos harmônicos e fontes de luz síncrotron. Uma vez que UVC se estende por até 100 nm, há certa sobreposição nos termos.
Os principais usos da radiação ultravioleta extrema são espectroscopia de fotoelétrons, imagens solares e litografia. No ar, EUV é o componente mais amplamente absorvido do espectro eletromagnético, exigindo alto vácuo para transmissão.

## Geração de EUV
Átomos neutros ou matéria condensada não podem emitir radiação EUV. Primeiro, deve ocorrer a ionização. A luz EUV só pode ser emitida por elétrons ligados a íons positivos multicarregados; por exemplo, remover um elétron de um íon de carbono com carga +3 (três elétrons já removidos) requer cerca de 65 eV. Esses elétrons são mais fortemente ligados do que os típicos elétrons de valência. A existência de íons positivos multicarregados só é possível em um plasma quente e denso. Alternativamente, os elétrons e íons livres podem ser gerados temporária e instantaneamente pelo intenso campo elétrico de um feixe de laser de harmônicos muito altos Os elétrons se aceleram à medida que retornam ao íon progenitor liberando fótons de maior energia em intensidades menores que podem estar na faixa de EUV. Se os fótons liberados constituem radiação ionizante, eles também irão ionizar os átomos da geração de harmônicos média, esgotando as fontes da geração de harmônicos superior. Os elétrons liberados escapam porque o campo elétrico da luz EUV não é intenso o suficiente para conduzir os elétrons a harmônicos mais elevados, enquanto os íons progenitores já não são ionizados tão facilmente quanto os átomos originalmente neutros. Consequentemente, os processos de geração e absorção de EUV (ionização) competem fortemente entre si.
No entanto, em 2011, Shambhu Ghimire et al. observaram pela primeira vez a geração de harmônicos elevados no cristal a granel de ZnO. O investimento na possibilidade e no mecanismo de HHG em estado sólido desperta interesse. A radiação EUV pode ser emitida em SiO2 ou safira.

### Geração sintonizável direta de EUV
Esse tipo de luz também pode ser emitida por elétrons livres orbitando um síncrotron.
A luz EUV de banda estreita continuamente ajustável pode ser gerada pela mistura de quatro ondas em células dos gases criptônio e hidrogênio em comprimentos de onda baixos como 110 nm. Em câmaras de gás sem janelas, a mistura de quatro ondas fixas foi vista em 75 nm.

## Absorção de EUV pela matéria
Quando um fóton EUV é absorvido, fotoelétrons e elétrons secundários são gerados por ionização, muito parecido com o que acontece quando os raios X ou feixes de elétrons são absorvidos pela matéria.
A resposta da matéria à radiação EUV pode ser analisada pelas seguintes equações: Ponto de absorção: Energia do fóton EUV = 92 eV = Energia de ligação do elétron + energia cinética inicial do fotoelétron; em 3 percursos livres médios de fotoelétrons (1–2 nm): redução da energia cinética do fotoelétron = potencial de ionização + energia cinética do elétron secundário; em 3 caminhos livres médios de elétron secundário (~30 nm): 1) redução da energia cinética do elétron secundário = potencial de ionização + energia cinética do elétron terciário, 2) O elétron da nª geração desacelera além da ionização por aquecimento (geração de fônons), 3) energia cinética do elétron da geração final ~0 eV → ligação dissociativa de elétrons + calor, em que o potencial de ionização é normalmente 7–9 eV para materiais orgânicos e 4–5 eV para metais. O fotoelétron subsequentemente causa a emissão de elétrons secundários através do processo de ionização por impacto. Às vezes, uma transição Auger também é possível, resultando na emissão de dois elétrons com a absorção de um único fóton.
De modo estrito, fotoelétrons, elétrons Auger e elétrons secundários são todos acompanhados por buracos carregados positivamente (íons que podem ser neutralizados atraindo elétrons de moléculas próximas) para preservar a neutralidade de carga. Um par elétron-buraco é frequentemente referido como um éxciton. Para elétrons altamente energéticos, a separação elétron-buraco pode ser bastante grande e a energia de ligação é correspondentemente baixa. Mas, com energia mais baixa, o elétron e o buraco podem estar mais próximos um do outro. O próprio éxciton se difunde por uma grande distância (>10 nm). Como o nome indica, um éxciton é um estado excitado; somente quando ele desaparece, à medida que o elétron e o buraco se recombinam, os produtos estáveis de reação química podem se formar.
Como o comprimento de absorção do fóton excede o comprimento de escape do elétron, conforme os elétrons liberados eventualmente diminuem, eles dissipam sua energia na forma de calor. Os comprimentos de onda EUV são absorvidos muito mais fortemente do que os comprimentos de onda mais longos, uma vez que suas energias de fótons correspondentes excedem as bandas proibidas de todos os materiais. Consequentemente, sua eficiência de aquecimento é significativamente maior e é marcada por limites de ablação térmica mais baixos em materiais dielétricos.

### Mínimo e máximo solar
Certos comprimentos de onda de EUV variam em até 2 ordens de magnitude entre mínimos e máximos solares e podem, pois, contribuir para as mudanças climáticas, sendo notável o resfriamento da atmosfera durante o mínimo solar.

## Danos EUV
Como outras formas de radiação ionizante, EUV e elétrons liberados direta ou indiretamente pela radiação EUV são uma potencial fonte de danos ao dispositivo. Tais danos podem resultar da dessorção do óxido ou carga retida após a ionização. Danos também podem ocorrer em razão de carga positiva indefinida por meio do efeito Malter. Se os elétrons livres não podem retornar para neutralizar a carga positiva líquida, a dessorção de íons positivos é a única maneira de restaurar a neutralidade. No entanto, dessorção significa essencialmente que a superfície é degradada durante a exposição e, além disso, os átomos dessorvidos contaminam qualquer óptica exposta. Danos EUV já foram documentados no envelhecimento da radiação CCD do Extreme UV Imaging Telescope (EIT).
O dano por radiação é um problema bem conhecido que tem sido estudado no processo de dano de processamento de plasma. Um estudo recente do Síncroton da Universidade de Wisconsin indicou que comprimentos de onda abaixo de 200 nm são capazes de carregamento mensurável de superfícies. A radiação EUV mostrou carga positiva em centímetros além das fronteiras de exposição, enquanto a radiação VUV (Ultravioleta a Vácuo) mostrou carga positiva dentro das fronteiras de exposição.
Estudos usando pulsos de femtossegundos EUV no Laser de Elétrons Livres em Hamburgo (FLASH) indicaram limiares de dano induzido por fusão térmica abaixo de 100 mJ/cm2.
Um estudo anterior mostrou que os elétrons produzidos pela radiação ionizante 'suave' ainda podem penetrar ~100 nm abaixo da superfície, resultando em aquecimento.